# Course Marseille-Cassis 2014
Navigation
Édition précédente Édition suivante
Le Marseille-Cassis 2014 est la 36e édition de la course Marseille-Cassis qui a eu lieu en France le 26 octobre 2014.

## Résultats

### Hommes
| Rang | Temps           | Athlète               |
| ---- | --------------- | --------------------- |
|      | 59 min 12 s     | Titus Mbishei         |
|      | 59 min 22 s     | Mulle Wasihun         |
|      | 59 min 36 s     | Isaac Langat          |
| 4    | 59 min 42 s     | Solomon Mutai         |
| 5    | 1 h 00 min 53 s | Yego Kirwa            |
| 6    | 1 h 01 min 35 s | Nicolas Togom         |
| 7    | 1 h 02 min 11 s | Abdelhadi El Mouaziz  |
| 8    | 1 h 02 min 17 s | Silas Ngetich         |
| 9    | 1 h 02 min 27 s | Luke Kibet            |
| 10   | 1 h 03 min 07 s | Willy Nduwimana       |
| 11   | 1 h 03 min 28 s | Ahmed Tamri           |
| 12   | 1 h 03 min 44 s | Dieudonne Disi        |
| 13   | 1 h 03 min 44 s | James Kibet           |
| 14   | 1 h 04 min 00 s | Ezechiel Nizigiyimana |
| 15   | 1 h 05 min 14 s | Hakim Saadi           |
| 16   | 1 h 06 min 08 s | Daniel-Kosgey Chebii  |
| 17   | 1 h 06 min 35 s | Josephat Muraga       |
| 18   | 1 h 06 min 46 s | Adamou Abassa         |
| 19   | 1 h 06 min 58 s | Mohamed Serghini      |
| 20   | 1 h 07 min 09 s | Mohamed Jourhaoui     |

### Femmes
| Rang | Temps           | Athlète           |
| ---- | --------------- | ----------------- |
|      | 1 h 10 min 4 s  | Peres Jepchirchir |
|      | 1 h 11 min 25 s | Bekelech Bedada   |
|      | 1 h 11 min 56 s | Emily Rotich      |